# Zene u crnom
Cet article concerne l'ONG serbe. Pour le mouvement féminin antiguerre, voir Femmes en noir de Jérusalem.
Žene u crnom (traduisible par Femmes en noir) est une ONG de défense des droits humains, fondée le 9 octobre 1991 à Belgrade (Serbie). La représentante de l'organisation est Stasa Zajovic, par ailleurs l'une de ses fondatrices.
Ses objectifs sont la résistance non violente au militarisme, à la guerre, au nationalisme et à d'autres formes de violence et de discrimination à l'égard des femmes et de tous ceux qui sont différents en termes ethniques, religieux, culturels, sexuels et idéologiques.
Elles se sont engagées pour que la Serbie confronte son passé lié aux guerres de la dissolution de l’ex-Yougoslavie, notamment en réclamant la poursuite des criminels de guerre et en rendant hommage aux victimes du conflit.
Le mouvement mène une confrontation morale et politique avec la responsabilité collective, à travers des actions de rue, des déclarations publiques, des pétitions, des campagnes, ainsi que par sa participation à des commémorations, des séminaires et des conférences,.
Parmi les dizaines de milliers de personnes présentes chaque année au Mémorial du génocide de Srebrenica, les Femmes en noir de Belgrade participent depuis seize ans à toutes les commémorations du génocide de Srebrenica,.
En novembre 2021, Žene u crnom a commémoré le massacre de Vukovar de 1991.
Elles se sont également rendues dans plusieurs villes lourdement touchées par les conflits des années 1990, telles que Višegrad, Foča, Vlasenica et d'autres localités détruites durant la guerre.
Le 12 juillet 2022, les locaux belgradois de l'association ont été attaqués. Une personne se faisant passer pour un facteur est entrée et a jeté un pot de peinture ouvert sur la portée d'entrée et l'escalier.
Le 17 octobre 2023, l'ONG a organisé une manifestation à Belgrade en signe de protestation contre le conflit israélo-palestinien.